# جشنواره موسیقی استونی

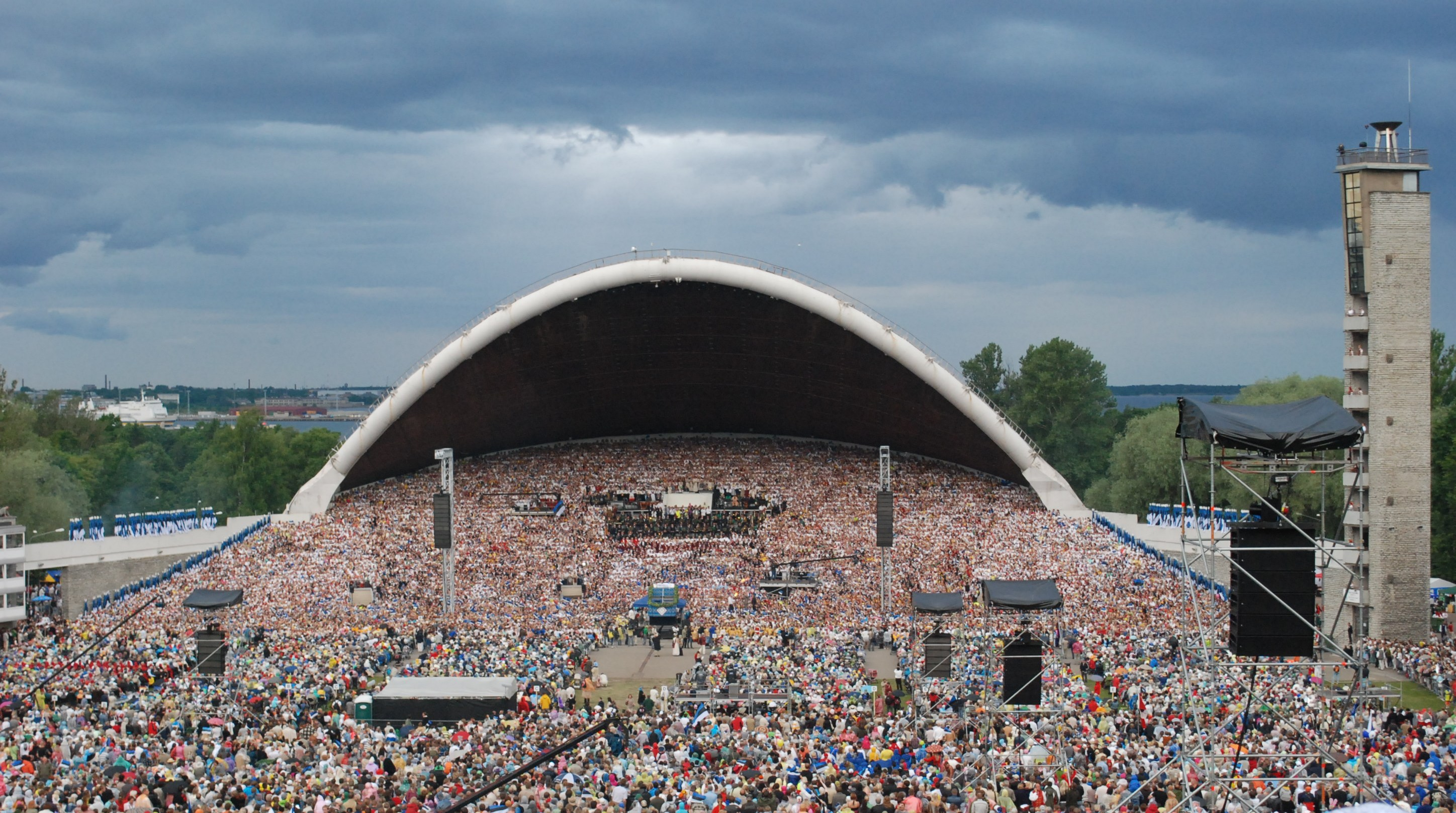
جشنواره موسیقی استونی

جشنواره موسیقی استونی (به استونیایی: üldlaulupidu) بزرگترین جشنواره آماتور موسیقی در کشور استونی و میراث فرهنگی و معنوی بشر است.
این جشنواره هر پنج سال یک بار در زمین‌های جشنواره موسیقی تالین با حضور ۳۰٬۰۰۰ خواننده و ۸۰٬۰۰۰ مخاطب برگزار می‌شود.
اولین بار این جشنواره در سال ۱۸۶۹ میلادی در شهر تارتو برگزار شده اما در ششمین دوره این جشنواره در سال ۱۸۹۶ میلادی مراسم به شهر تالین انتقال یافت.